# Kivu bozótposzáta
A Kivu bozótposzáta (Bradypterus graueri) a verébalakúak (Passeriformes) rendjébe, ezen belül a tücsökmadárfélék (Locustellidae) családjába és a Bradypterus nembe tartozó faj. 17 centiméter hosszú. Burundi, a Kongói Demokratikus Köztársaság, Ruanda és Uganda hegyvidéki mocsaras, tómelléki területein él, 1900-2600 méteres tengerszinti magasságon. Rovarokkal, pókokkal és apró magokkal táplálkozik. Februártól márciusig költ. Veszélyeztetett, mivel kis területen él.

## Fordítás
- Ez a szócikk részben vagy egészben  a   Grauer's swamp warbler című angol Wikipédia-szócikk fordításán alapul.  Az eredeti cikk szerkesztőit annak laptörténete sorolja fel. Ez a jelzés csupán a megfogalmazás eredetét és a szerzői jogokat jelzi, nem szolgál a cikkben szereplő információk forrásmegjelöléseként.